# Brick Like Me
《Brick Like Me》 是卡通《辛普森一家》第25季第20集的名称，在2014年5月4日由福克斯广播公司首播。 這集特點是傳統動畫和電腦動畫的組合。荷馬醒來後，看到一切是樂高積木組成，他在積木世界之前必須弄清事情。

## 劇情
荷馬醒來在理想的春田市，一切都是樂高組成。在漫画男的店裡拿一組玩具給麗莎的生日，荷馬一摸盒子就看到一個現實的他送給麗莎，並幫助她建完，這點擾亂荷馬。雖然樂高版玛琦告訴他只是一場夢，但荷馬到何處時開始產生肉體質的幻覺。同時，巴特在不經意間破壞了學校一邊追臭鼬帶來的米尔豪斯。西摩·斯金纳命令巴特重建學校並限制所有其他創意想法。
荷馬仍看到自己和其他樂高版人像現實當中的人，同時他的手變得有血有肉，而參加教會有目共睹。去機器人地牢與棒球卡片店解答，荷馬再次摸玩具箱，並自己現實的他與麗莎在樂高大賽做春田市的樂高模型，發現有與她共同趣事。然而麗莎和其他女生看最新上映的電影《生存遊戲》（惡搞《飢餓遊戲》），迫使荷馬參加比賽。當荷馬希望能住在樂高春田市，他與她的創造，在這裡沒有人有痛覺，漫畫男的巨型樂高版Kendah Wildwill（惡搞《飢餓遊戲》的凱妮絲·艾佛丁）的建築物砸到荷馬上他也沒感覺。樂高版漫畫男說這世界是荷馬花時間與麗莎創造而活出的幻想世界，而荷馬就想要這個虛擬現實世界。
雖然與樂高版麗莎玩，荷馬意識到將永遠不會遇到她或他的家庭生活，他們休息生活並決定他必須回到現實世界。荷馬回到機器人地牢與棒球卡片店，得知打開玩具盒會結束他的幻想。然而，漫画男飾演荷馬的心靈比現實世界更喜歡樂高世界一部分。不久他就防禦他的店，派出樂高海盜與忍者防止荷馬摸到盒子。聽到荷馬的呼救聲，樂高巴特建立各種戲劇集一個巨大機器人，撞倒海盜和忍者崩潰。荷馬打開瓦礫並下盒子，變回自己。他跳進跟親吻樂高並跟美枝再見。
荷馬醒來後與麗莎會聚在樂高比賽，誰曾來感慨一下讓他壞了。他夢想講給麗莎，他學到養育的重要；麗莎對比他夢想與《樂高玩電影》，荷馬不認為並說這是“全新的情境”，作為電影中的人物埃米特和Wyldstyle真人大小的結構被運走的背景。荷馬讓麗莎看到《生存遊戲》，告訴她，他不能成長起來阻止她。不久後，荷馬和玛琦坐在麗莎和她朋友們的後面看《生存遊戲》，荷馬抱怨這部片，而玛琦樂在其中，但有多次請他安靜。

## 外部連結
- "Brick Like Me"（页面存档备份，存于） at TheSimpsons.com